# Porque te quiero
Porque te quiero es el nombre del álbum debut del grupo chileno Los Ángeles Negros editado en 1969.

## Lista de canciones
Lado 1
1. Porque te quiero (Orlando Salinas)
2. Días sin sol (Roberto Koch)
3. Nunca te olvidaré (Desiderio Arenas)
4. Tú y tu mirar... yo y mi canción (Germain de la Fuente)
5. Porque no pudo ser (Orlando Salinas)
6. Samba tres (GianFranco)

Lado 2
1. Yo qué sé del amor (GianFranco)
2. Rosa, Rosa (Sandro - Anderle)
3. A él (Luis Grillo)
4. Mi tristeza es mía y nada más (Favio & Jacko)
5. Paris ante ti (Sandro - Anderle)
6. El barquito (Kaye - Menoscal - Boscoli)

## Trivia
- La canción "Tú y tu mirar.... yo y mi canción" fue sampleada en el álbum The Black Album del rapero Jay-Z, en el tema "My 1st Song".

- Es el único disco de la banda grabado a medias por dos formaciones diferentes, la primera conformada por René Torres (baterista), Jorge Villarroel (segunda guitarra), Sergio Rojas (Bajo), Mario Gutiérrez (guitarra principal) y Germaín De La Fuente (voz y órgano) grabó en marzo de 1969 los primeros seis temas. El 22 de agosto de 1969 se terminaron de grabar los otros seis temas faltantes ya con la llamada "formación clásica" con Nano Concha, Luis Ortiz y Jorge González Evans.

- En 1989, el grupo hizo una re-versión del tema homónimo la cual salió en el álbum "El Esperado Regreso".

- El disco Porque Te Quiero es el único de toda la discografía de Los Ángeles Negros que nunca fue lanzado en México, siendo toda la discografía editada en el país azteca desde Y Volveré en adelante.

(C) MCMLXIX. EMI Odeon. S.A. de C.V. Chile.